# Avrai ragione tu (ritratto)
Avrai ragione tu (ritratto) è un singolo del rapper italiano Caparezza, pubblicato il 14 novembre 2014 come quarto estratto dal sesto album in studio Museica.

## Descrizione
Seconda traccia di Museica, Avrai ragione tu (ritratto) trae ispirazione dal quadro di Dmitrij Vrubel' Mio Dio, aiutami a sopravvivere a questo amore mortale. Riguardo a ciò, lo stesso Caparezza ha dichiarato:

## Video musicale
Il video, diretto da Roberto Tafuro e girato presso gli Elica Studio di Roma, è stato pubblicato il 24 novembre 2014 attraverso il canale YouTube del rapper. In esso appare in un cameo di pochi secondi il pianista Giovanni Allevi.
Il video contiene anche un riferimento al brano Ja očen' rad, ved' ja, nakonec, vozvraščajus' domoj (Sono molto felice, perché sto finalmente ritornando a casa) del baritono russo Ėduard Chil', brano conosciuto per essere diventato un famoso meme.

## Formazione
- Caparezza – voce, arrangiamenti
- Alfredo Ferrero – chitarra, arrangiamenti
- Giovanni Astorino – basso, violoncello
- Gaetano Camporeale – tastiera, arrangiamenti
- Emanuele Petruzzella – pianoforte
- Rino Corrieri – batteria
- Pantaleo Gadaleta, Serena Soccoia – violini
- Francesco Capuano – viola
- Giuliano Teofrasto – tromba
- Angelantonio De Pinto – trombone
- Luigi Tridente – sassofono
- Giuseppe Smaldino – corno, bassotuba
- Floriana Casiero, Rossella Antonacci, Luigi Nardiello, Antonio Minervini, Simone Martorana, Valeria Quarto, Nicola Quarto – cori